# Leptanilla zaballosi
Leptanilla zaballosi är en myrart som beskrevs av Lopez, Martinez och Barandica 1994. Leptanilla zaballosi ingår i släktet Leptanilla och familjen myror. Inga underarter finns listade i Catalogue of Life.